# 고다바리강

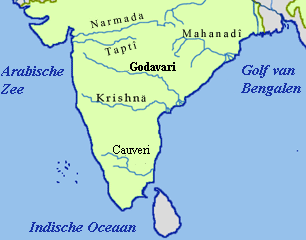
고다바리강

고다바리강(영어: Godavari River, 마라티어: गोदावरी, 텔루구어: గోదావరి)은 인도 중동부의 강이다. 인도 서부의 마하라슈트라주에서 발원하여 동쪽으로 흘러 안드라프라데시주를 지나 벵골만에 흘러든다. 길이 1465 km로 갠지스강에 이어 인도에서 두 번째로 긴 강이다.